# Димитрије Палеолог Кантакузин
Димитрије Палеолог Кантакузин (Грчки: Δημήτριος Παλαιολόγος Καντακουζηνός, 1420-1453) био је месазон (главни министар) византијских царева Јована VIII Палеолога и његовог брата Константина XI. Његов колега у канцеларији као месазон је био Лука Нотарас.
Димитрије се први пут помиње у историји као један од дворјана који су саветовали цара Јована VIII да подржи османског принца Мустафу у његовом покушају да преузме контролу над Османским царством након смрти његовог брата султана Мехмеда I 1421. године. Када је Мехмедов син султан Мурат II изашао као победник, изабран је као један од изасланика (друга двојица су Матија Ласкарис и Анђел Филомат) да се састане са султаном Муратом II. Султан Мурат II је показао своју озлојеђеност што су Византинци подржали његовог стрица тако што их је стрпао у тамницу; нико од њих није ослобођен све до закључења уговора између цара Јована VIII и султана Мурата II у фебруару 1424. године.
Играо је и друге истакнуте улоге у дипломатским пословима као месазон двојице царева. Био је сведок Јованових уговора са Млетачком Републиком у септембру 1423., мају 1431., октобру 1436., септембру 1442. и јулу 1447. године. Такође је одиграо херојску улогу у коначној одбрани Цариграда; према Доналду Николу, командовао је јединицом од 700 људи стационираном у близини Цркве Светих Апостола са својим зетом Нићифором Палеологом, док Стивен Рансиман бележи да командује делом Теодосијевих зидина поред Мраморног мора.
Димитријева судбина након освајања Константинопоља од стране војске султана Мехмеда II је нејасна. Ду Канж пише да су он и његов зет убијени у одбрани града; Стивен Рансиман пише да је Димитрије ухваћен жив. Доналд Никол напомиње да је забележено да је Димитрије Кантакузин побегао из палог града, са својом породицом и другим избеглицама, на броду ђеновског адмирала Зорзија Дорије. Дорија их је одвео до Хиоса, где им је венецијански капетан Томас Целси дао пролаз до Кандије (савремени Ираклион) на Криту. Никол такође помиње запис о удаји ћерке „неког Димитрија Кантакузина и његове жене Симонисе Гаделине, зване Марија“, која се удала за Теодора, сина Павла Палеолога, на Крфу у новембру 1486. године.
Никол не даје информације о именима родитеља Димитрија Палеолога Кантакузина, иако наводи да је Димитрије био рођак цара Јована VIII. Име његове супруге није дошло до нас, иако је имао ћерку која се, као што је већ поменуто, удала за Нићифора Палеолога, а Димитрије се претпоставља да је отац протостратора Кантакузина који је погубљен заједно са Луком Нотарасом и Андроником Палеологом Кантакузином, пет дана након заузимања града.